# 쿠르슈벨 비행장
쿠르슈벨 비행장(프랑스어: Altiport de Courchevel)은 프랑스 동부의 알프스산맥에 위치한 비행장으로 활주로가 짧고(1,788feet) 경사졌기 때문에 세계에서 가장 위험한 비행장 중 하나이다. 알프스산맥의 스키장 옆에 바로 위치해 있으며, 지금도 있다. 옛날에는 대쉬 7처럼 70인승 여객기도 운항했으나, 지금은 세스나 같은 경비행기와 헬리콥터만 운항하고 있다. 그리고 활주로가 경사지기 때문에 착륙 직후에는 비행기의 속도가 줄어든다. 대부분 활주로 끝에서부터 착륙하거나 이륙한다.